# 2020 LD

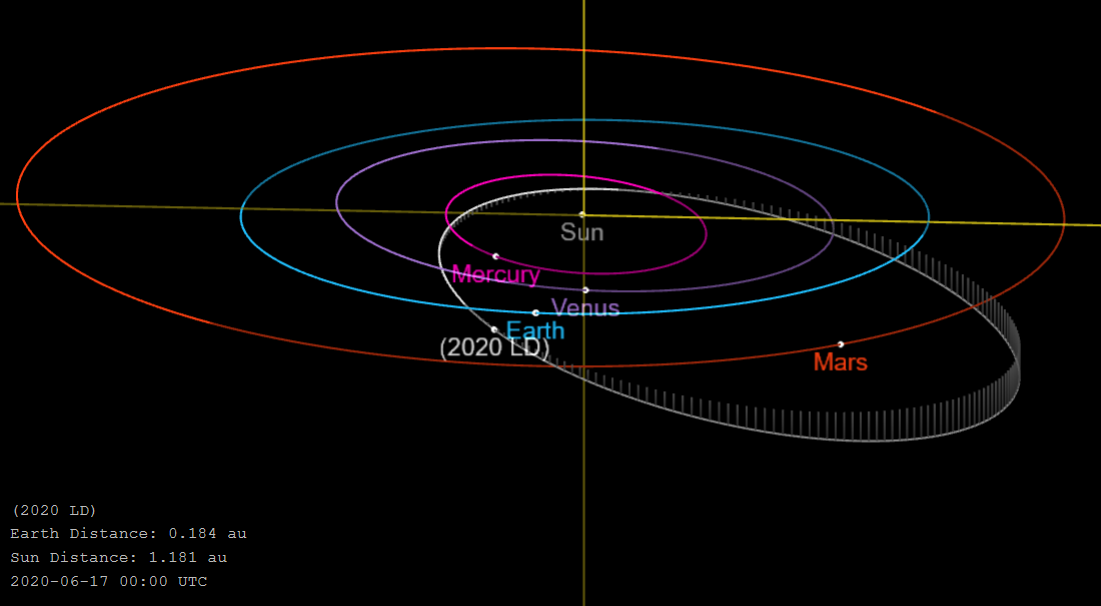
2020 LD-Umlaufbahn

Der Asteroid 2020 LD ist ein erdnahes Objekt, das am 7. Juni 2020 entdeckt wurde, nachdem es bereits am 5. Juni 2020 um 8:24 Uhr (TDB) die Erde innerhalb der Mondbahn passiert hatte (0,8 · Abstand Erde–Mond). Der mittlere Durchmesser wird mit 118 m angegeben. Die Relativgeschwindigkeit betrug bei der größten Annäherung 27,18 km/s.